# Дыла, Язеп
Язэп Дыло, Иосиф Дыло  бел. Язэп Дыла, настоящее имя Иосиф Леонтьевич Дыло  (14 апреля 1880, Слуцк — 7 апреля 1973, Саратов) — белорусский прозаик, драматург, общественный и культурный деятель.

## Биография[1]

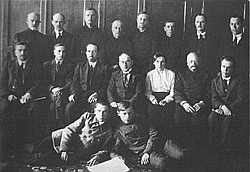
I Всебелорусское совещание архивистов. Язеп Дыла сидит первым слева

Родился в Слуцке в семье служащего. Брат его отца был последним слуцким батлейником. В 1890—1898 учился в Слуцкой гимназии. С четвертого класса участвовал в кружке самообразования. В годы учебы в гимназии был знаком с Ольгердом Обуховичем. В 1899—1903 годах учился в Юрьевском ветеринарном институте, откуда был исключен за участие в студенческих протестах без права поступления в другие высшие учебные заведения. В 1903—1904 в Минске работал в газете «Северо-Западный край». В 1905 возглавлял организационную группу Минского комитета РСДРП. В 1906—1918 работал в издательствах Петербурга, Оренбурга, Казани, Москвы, был лично знаком с Александром Куприным, Михаилом Арцибашевым и другими русскими писателями. С декабря 1918 по февраль 1919 года работал наркомом труда во Временном рабоче-крестьянском правительстве Беларуси. В 1921—1924 занимал различные руководящие должности: председатель центрсоюза потребительских обществ Белорусского края, председатель Государственной плановой комиссии БСРС, заместитель главы по районированию БССР. Короткое время работал в только что созданном Институте белорусской культуры. Вместе с профессором Владимиром Пичетой, академик Евфимием Карским разработал устав Инбелкульта, был руководителем этого учреждения. В апреле 1925 был назначен директором Белорусского театра имени Я. Купалы (БДТ-1). С октября 1926 по 1928 — снова работает в Инбелкульте: ученый секретарь, а также заведующий секции по изучению белорусского искусства. Более семи месяцев отвечал за литературно-художественные дела в Белорусском государственном кино, а с апреля 1929 работал инспектором Главискусства Наркомпрофа.
Арестован ГПУ БССР 18 июля 1930 по делу «Союза освобождения Беларуси», 10 апреля 1931 сослан в Кунгур Пермского края на 5 лет. Потом жил в Саратове. 22 августа 1938 снова арестован (10 марта 1939 производство дела остановили). Реабилитирован 15 ноября 1957 года.
Умер 7 апреля 1973 года в Саратове.

## Творчество
Первая литературная публикация Язепа Дылы появилась в 1912 году в газете «Наша Ніва». Он является автором рассказов «Перед рассветом…» (1912), «Уссурийский хищник» и «Испугался… глупенький!», исторического романа «На пути из варяг в греки» (1944—1945), повести «Во имя детей» (1968), пьес «Панский гайдук» (1926), «Падуанский студент» и «Юноша из Крошина» (1965).
Автор публицистических статей «Через муки — к счастью коммунизма» (1918), «Белорусская жизнь в Москве» (1918) и «Белорусская секция Российской коммунистической партии» (1918). Также проявил себя и как мемуарист: «Писатель-демократ Ольгерд Обухович» (1958), «Человек большого сердца» (1960), «Светлый образ» (1957), «Встреча в Пятигорске» (1959), «О Тишки Гартного» и «Встречи с Яном Райнисом».
В своих статьях по истории культуры исследовал возникновения белорусского театра: «Театральная „задумка“ 1892 г. в Радашковичах» (1957), «Белорусские спектакли в период революции 1905 года» (1957), «Первый профессиональный театр» (1967), "Минская труппа «Первого товарищества белорусской драмы и комедии» (1920-е), «Белорусские драматические кружки на Случчине», «Ранние искры таланта» и проч.